# Madacantha nossibeana
Madacantha nossibeana là một loài nhện trong họ Araneidae.
Loài này thuộc chi Madacantha. Madacantha nossibeana được Embrik Strand miêu tả năm 1916.